# Vor Frue Sogn (Københavns Kommune)
 For alternative betydninger, se Vor Frue Sogn. (Se også artikler, som begynder med Vor Frue Sogn)
Vor Frue Sogn, også kaldet Københavns Domsogn, er et sogn i Vor Frue Provsti (Københavns Stift). Sognet ligger i Københavns Kommune; indtil Kommunalreformen i 1970 lå det i Sokkelund Herred (Københavns Amt). I Vor Frue Sogn ligger Vor Frue Kirke (Københavns Domkirke).
Den 1. december 2011 blev Sankt Andreas Sogn og Sankt Andreas Kirke lagt ind under Vor Frue Sogn.
I Vor Frue Sogn findes flg. autoriserede stednavne:
- Vesterport (station)